# Fuerzas Armadas de Albania

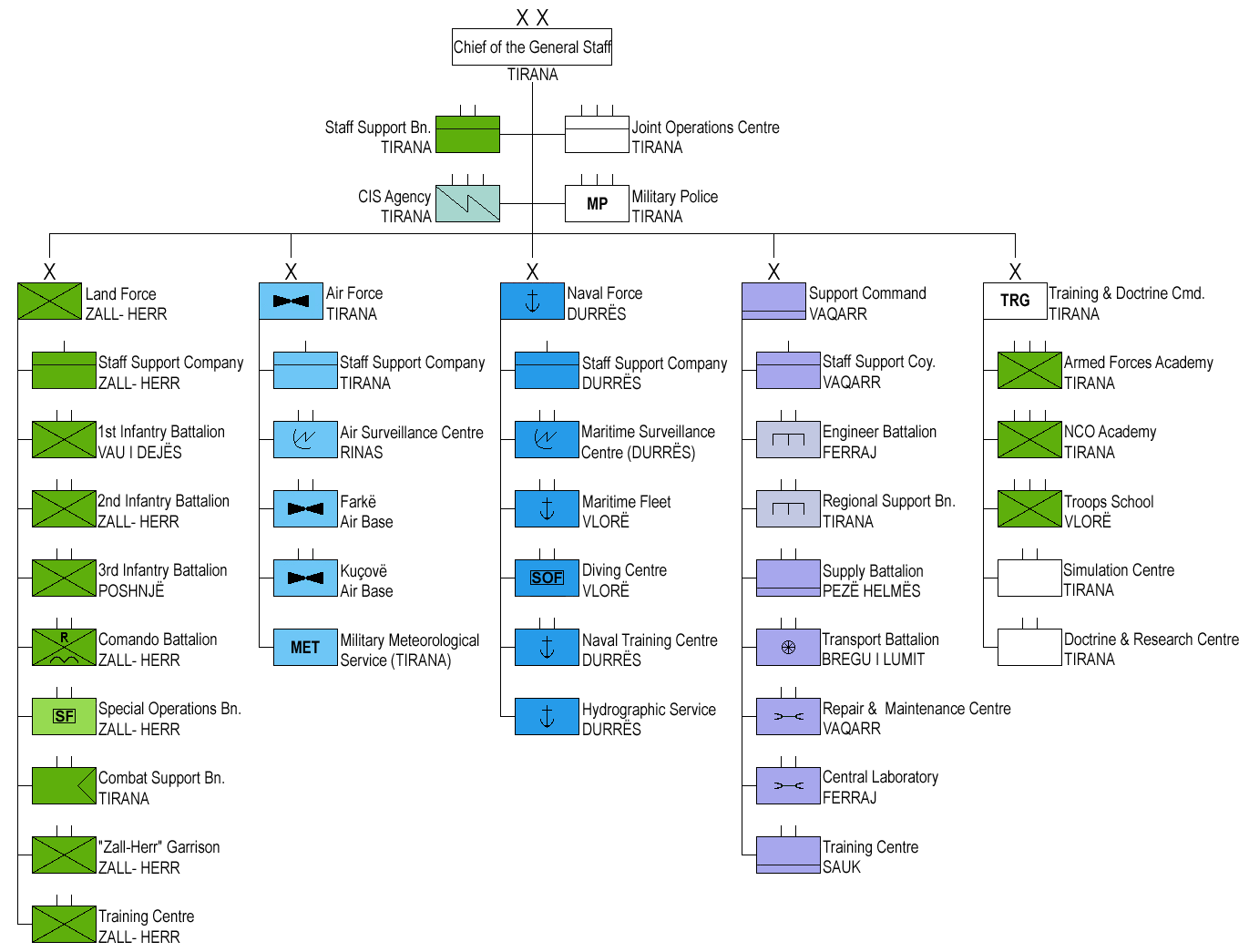
Estructura de las Fuerzas Armadas Albanesas (clicar para agrandar).

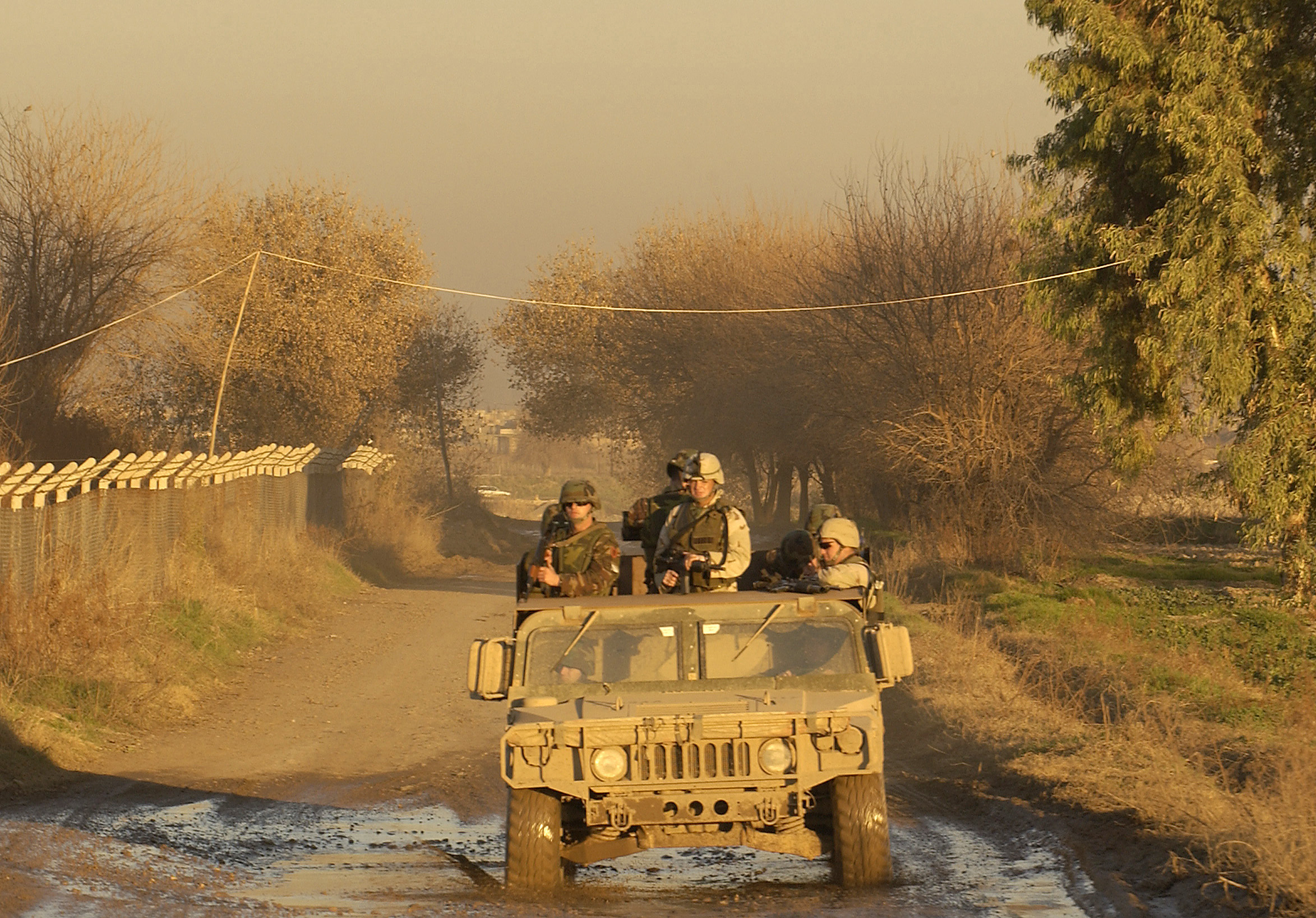
Soldados albaneses conducen una patrulla conjunta con soldados estadounidenses en Irak el 13 de enero de 2005.

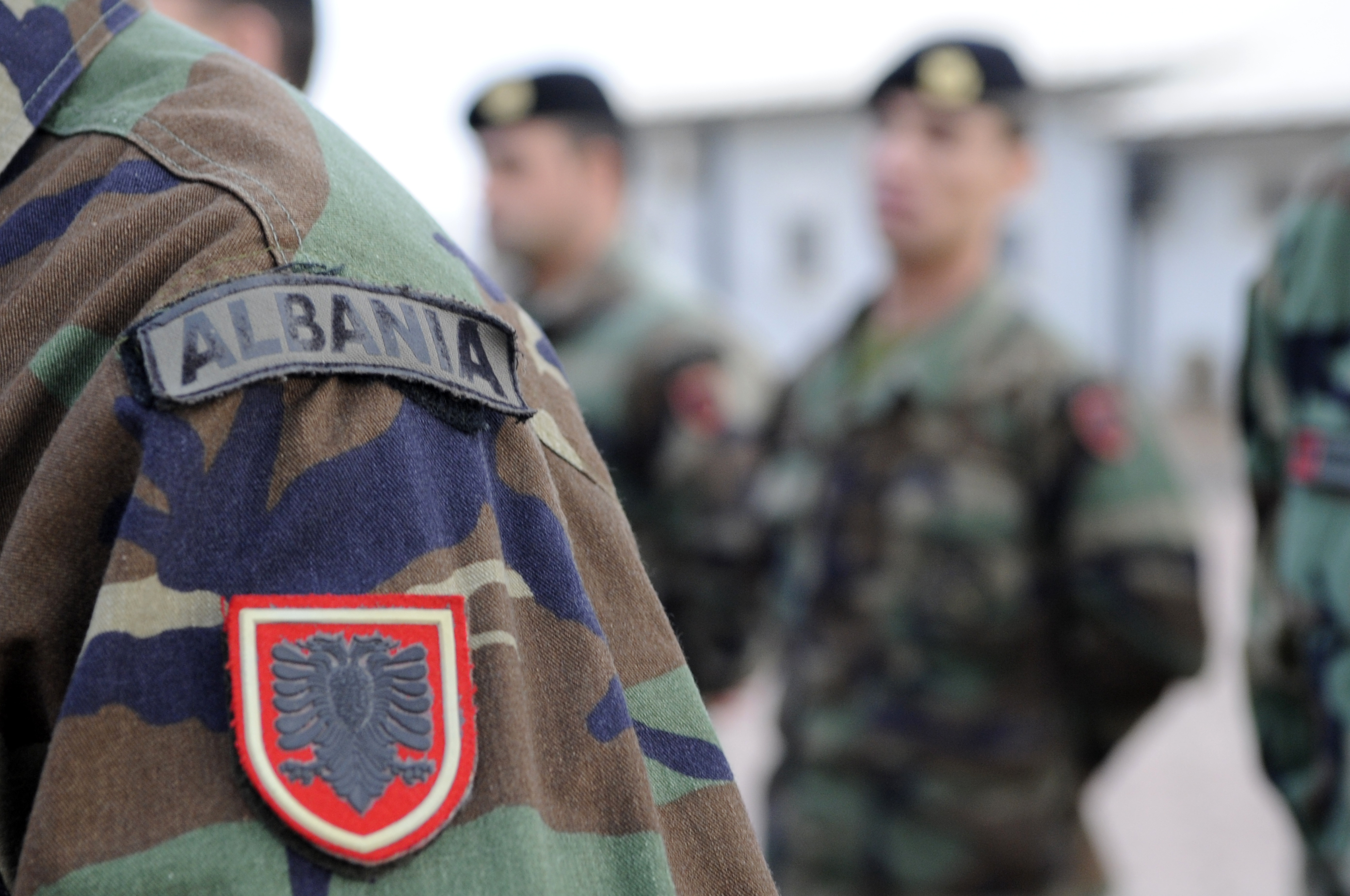
Insignia del ejército albanés.

Las Fuerzas Armadas de Albania (en albanés: Forcat e Armatosura të Shqipërisë, FARSH) fueron formadas después de la declaración de independencia en 1912. En la actualidad consisten en el Estado mayor albanés, las Fuerzas terrestres albanesas, la Fuerza aérea albanesa y la Fuerza naval albanesa.
Las Fuerzas terrestres albanesas o Ejército Albanés (Forcat Tokësore Shqiptare, FTSH) consisten en la Brigada de Reacción Rápida, un Regimiento de Comandos, y una Brigada de Apoyo. Parte de la estructura del Regimiento de Comandos albanés, es un batallón de fuerzas especiales llamado "BOS". El BOS es una unidad de élite de fuerzas especiales de las Fuerzas Armadas Albanesas.
El Ejército albanés es apoyado habitualmente por países aliados como: Estados Unidos, Alemania, Países Bajos, Italia, Reino Unido, Grecia, Turquía, Suiza, Dinamarca y Bélgica.
Después de varios programas de requipamiento, en 2001 las Fuerzas Armadas Albanesas lanzaron un programa de reformas de diez años, para convertirse en unas fuerzas armadas tecnológicamente avanzadas y enteramente profesionales en 2011. Las nuevas fuerzas armadas consisten en aproximadamente 14 500 efectivos, incluyendo a 2000 civiles, entrenados según los estándares militares de la OTAN.

## Misiones y deberes
De acuerdo a la Constitución Albanesa, las Fuerzas Armadas Albanesas están al cargo de:
- Proteger la integridad territorial del país.
- Estar siempre presentes en regiones que incurran en amenazas.
- Asistir a la población en caso de desastres naturales o industriales.
- Proteger el orden constitucional como está determinado por ley.
- Participar en operaciones internacionales en composición de fuerzas multinacionales.

## Participación albanesa en misiones de mantenimiento de la paz
- Brigada Suroriental Europea (en inglés: Southeast European Brigade SEEBRIG) – creada en 1998 y constituida por Albania, Bulgaria, Croacia, la República de Macedonia (actual Macedonia del Norte), Grecia, Italia, Eslovenia, Rumania, Turquía y los Estados Unidos.[5] La OTAN la ha declarado ya enteramente operacional.
- Misión de la UE "ALTHEA" en Bosnia y Herzegovina bajo comando alemán. (Albania mantiene su presencia actual con un equipo de desactivación de explosivos de 12.
- Misión de la ISAF liderada por la OTAN/PfP en Afganistán bajo comando italiano y turco.
- Coalición de Fuerzas comandadas por Estados Unidos en la operación "Libertad para Irak" (Iraqi Freedom) - Albania retiró todas sus tropas de Irak 20 de diciembre de 2008.
- Misión de la UE MINURCAT en Chad bajo comando de la UE.
- Operación de la OTAN en el Mediterráneo "Active Endeavour".[6]
- Misión liderada por la OTAN KFOR en Kosovo.[7]

## Historia
El Real Ejército Albanés (en albanés: Ushtria Mbretërore Shqiptare) fue el ejército del rey Zogu desde 1928 hasta 1939. Su comandante en jefe fue el rey Zog; su comandante general Xhemal Aranitasi; su Jefe del Estado Mayor fue el general Gustav Mirdaic. El ejército fue principalmente financiado por Italia.
En abril de 1939 tropas italianas invadieron el país.

### Después de la Segunda Guerra Mundial
Después de la Segunda Guerra Mundial, Albania se convirtió en un país alineado con la Unión Soviética. Los rangos y estructura de las Fuerzas Armadas Albanesas fueron organizados sobre la base de conceptos soviético, así aumentando el control político del Estado-Partido sobre las fuerzas armadas. Una de las características definitorias de las relaciones civiles-militares durante este periodo era el esfuerzo del liderazgo civil para asegurar la lealtad de los militares al sistema comunista de valores y sus instituciones.
Como todas las otras ramas del estado, los militares estaban subyugados al control del Partido Comunista. Todos los altos rangos militares y la mayoría de los rangos bajos y medios eran miembros del Partido Comunista - y debían lealtad a este. El sistema fue reforzado con el establecimiento de células del Partido dentro de los militares y amplia educación política comunista junto a la formación militar de los soldados, mediante Comisarios. Para aumentar su control político, el Partido Comunista Albanés aumentó el sistema de servicio obligatorio, enrolando en las fuerzas armadas personal dedicada a la carrera militar provenientes de áreas rurales albanesa, una población a la que el Partido hacía especial énfasis.
El Estado y el Partido aun fueron más lejos, empezando desde el 1 de mayo de 1966, los rangos militares fueron abolidos siguiendo el ejemplo del Ejército Popular de Liberación chino, fuertemente influenciado por el maoísmo durante los años de la Revolución Cultural, y así adoptando conceptos estratégicos relacionados con formas de guerra de guerrillas (doctrina de la guerra de Vietnam). Los militares todavía estaban organizados durante este periodo en sus formas de estructuras básicas, pero el papel de los comandos militares era insignificante con respecto al rol de comando de los comisarios políticos. En 1991 el sistema de rangos fue restablecido bajo el Presidente Ramiz Alia.
Durante todos esos años, Sigurimi, que era el servicio secreto albanés durante este periodo y que fue formado bajo la estructura del KGB, fue el responsable de la ejecución, el encarcelamiento y deportación de más de 600 oficiales de las Fuerzas Armadas, neutralizando completamente la capacidad de las Fuerzas Armadas de iniciar un golpe de Estado. Inicialmente la purga comunista se concentró en el personal militar graduado por academias militares occidentales (principalmente de Italia 1927–1939), extendiéndose después a oficiales graduados en la Unión Soviética (después del abandono de Albania del Pacto de Varsovia en 1961). Cuando el régimen comunista colapsó en Albania en 1990, hubo un temor real de que las fuerzas armadas pudieran intervenir para parar el colapso del comunismo mediante la fuerza. Más tarde, durante los disturbios de 1997, los intentos políticos del gobierno de usar las Fuerzas Armadas para aplastar la rebelión pronto demostraron ser un fracaso, después de la total desintegración de las Fuerzas Armadas y el saqueo de las instalaciones militares por la población civil.
Las largas purgas comunistas, la eliminación del liderazgo militar profesional en años, el dominio de una mentalidad rural en las Fuerzas Armadas fueron los factores corrosivos que llevaron a la desintegración de las Fuerzas Armadas Albanesas en 1997.

### Historia después de 1991
Políticamente, desde la caída del comunismo en Albania en 1991, el país ha jugado un papel constructivo en la resolución de varios conflictos interétnicos en el Sureste de Europa, promoviendo la resolución pacífica de disputas y apaciguando a extremistas albaneses étnicos. Albania acogió muchos miles de refugiados kosovares durante el conflicto de 1999, y proporcionando a través del cuartel general operativo en Durrës de la Organización del Tratado del Atlántico Norte (OTAN), operativo hasta 2006, asistencia logística para las tropas de la 
Kosovo Force (KFOR). Albania formó parte de la Fuerza de Estabilización Internacional (SFOR) en Bosnia (entonces misión ALTHEA de la UE), y personal albanés forman parte de la ISAF (International Security Assistance Force) en Afganistán, y la fuerza internacional de estabilización en Irak. Albania ha apoyado firmemente la política de EE. UU. en Irak, y ha sido una de las únicas cuatro naciones en contribuir con tropas en la fase de combate de la Operación Libertad Duradera.

## Modernización

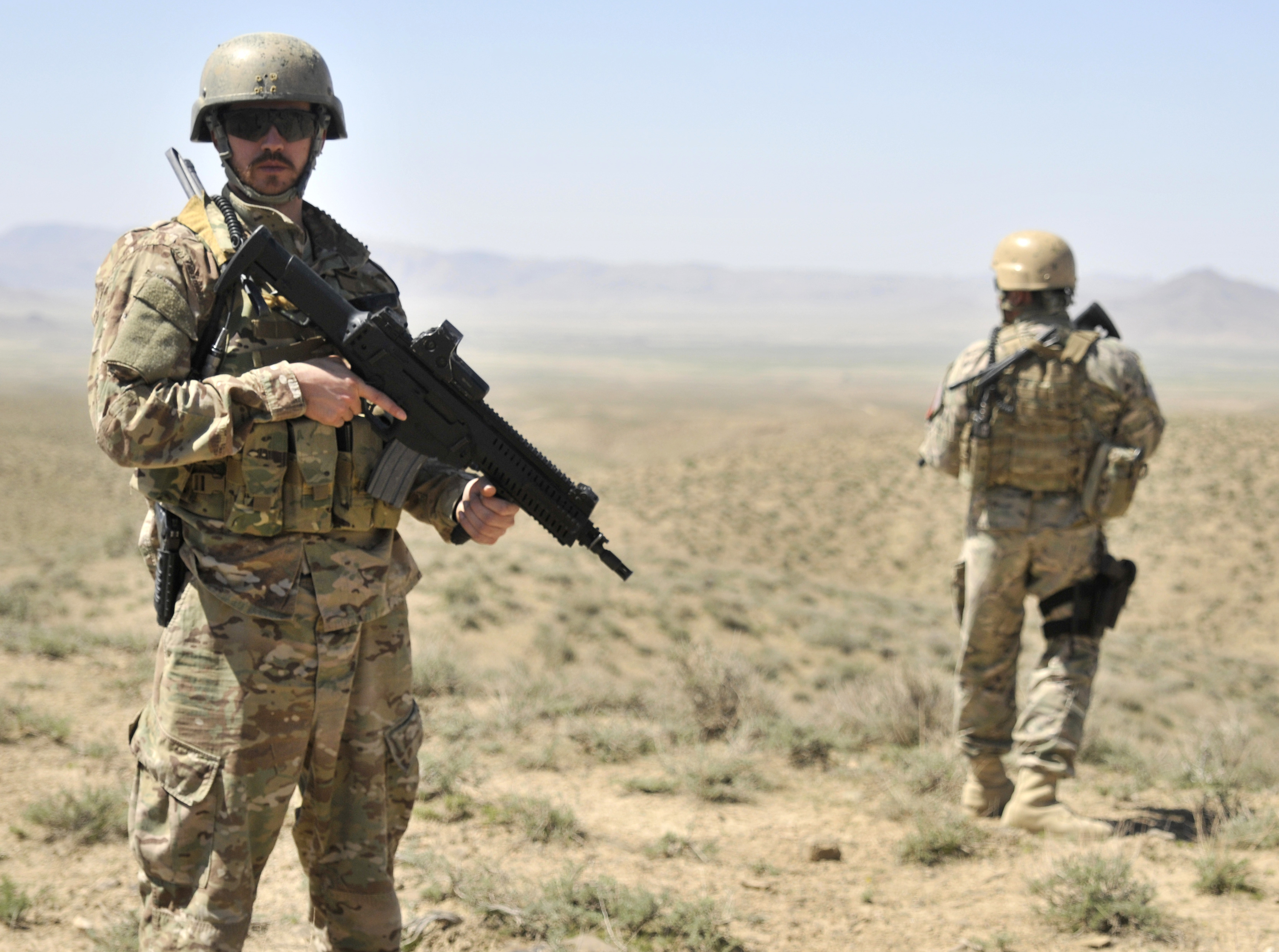
Soldado albanés en Afganistán, 2013.

Desde 1999, Albania ha gastado aproximadamente $108 millones anuales en presupuestos militares, aproximadamente el 1,35% de su PIB. Una de las más importantes requisitos para cumplir con la integración en la OTAN, era aumentar el presupuesto en gasto militar. De acuerdo con los planes del gobierno de Albania, el gasto militar llegará al 2% del PIB en 2008.
En 2002, las fuerzas armadas albanesas, lanzaron un programa de 10 años financiado y supervisado por el Departamento de Defensa de los EE. UU. para recortar y modernizar a fondo la fuerza permanente de más de 30.000 efectivos. La misma reforma radical se está implementando en el equipamiento excedente, incluyendo aeronaves, tanques, helicópteros, equipos de artillería, buques navales, SALW y munición. Albania empezó un ambicioso programa de destrucción de arsenales. Albania todavía está lidiando con una gigantesca cantidad de sobrante y obsoleta munición, resultado directo del largo aislamiento del país y de las tensiones étnicas de la región. El Ministerio de Defensa Albanés estima esta cantidad en 85.000 toneladas, pero se espera que ascienda a 104.000 toneladas debido al proceso de reducción de personal en curso en las fuerzas armadas. En marzo de 2008 el problema de los masivos excesos de cantidad de munición almacenados en Albania se hizo público mediante la trágica explosión de un depósito de municiones (las explosiones de Tirana, 2008). Vale la pena señalar que ningún grupo político albanés ha obstruido ninguna reforma emprendida por las Fuerzas Armadas.
En mayo de 2003, Albania, Croacia, y la República de Macedonia con el apoyo directo de Estados Unidos creó la Carta del Adriático, sobre el modelo de la Carta Báltica, como un mecanismo para promover la cooperación regional para avanzar en la candidatura de cada país en la OTAN. A pesar de fuerte objeciones de la Unión Europea (UE), Albania también firmó en mayo de 2008 un acuerdo bilateral con los EE. UU. para la no extradición de ciudadanos estadounidenses a la UE, en base al Artículo 98 del estatuyo de la Corte Penal Internacional. En 2004 el presidente de EE. UU. George W. Bush autorizó el uso de fondos del programa Nunn-Lugar para proyectos en Albania, marcando la primera vez en que estos fondos son utilizados fuera de los territorios de la antigua Unión Soviética. Con estos fondos los EE. UU. asisten al Gobierno de Albania con la destrucción de almacenes de agentes para armas químicas dejados atrás por el régimen comunista (Categoría 1, cantidad total de 16,7 toneladas). El coste final del proyecto fue de US$48 millones y fue oficialmente completado el 10 de julio de 2007.
El 3 de abril de 2006, fue firmado en Tirana el contrato final para la entrega de 12 helicópteros ligeros multi-rol Bölkow-Blom MBB Bo 105 entre el Ministerio de Defensa Albanés y Eurocopter Deutschland GmbH. De acuerdo con el gobierno albanés, seis de los helicópteros BO-105 están diseñadas para la Brigada Aérea Albanesa, cuatro para el Ministerio del Interior y los dos restantes para el Ministerio de Salud Albanés.
El 14 de noviembre de 2006, la nueva estructura de las Fuerzas Armadas Albanesas fue introducida oficialmente con la firma del Presidente de la República. La nueva estructura, basa en el concepto "Conjunto", tiene tres Comandos principales. El Comando de Fuerzas Conjunto Albanés incluye la RRB de la Brigada de Reacción Rápida (RRB es básicamente una Brigada de Infantería Mecanizada), el Comando Regimiento, la Brigada Naval Albanesa, la Brigada Aérea Albanesa y la Brigada de Apoyo. El Comando de Apoyo proporciona funciones de apoyo y logísticas para todas las unidades del ejército y el Comando de Entrenamiento y Doctrina Albanés, que es el principal proveedor de entrenamiento y educación de las Fuerzas Armadas de Albania. El número final de personal será de 13.800 (incluyendo 2.000 civiles).
La Brigada Naval Albanesa realiza principalmente tareas de Guarda Costera, y recientemente el parlamento albanés ha aprobado algunas enmiendas a los artículos de la actual de la Ley de Guarda Costa en Albania, para mejorar el necesario marco legal debido a los esfuerzos de integración en la Unión Europea y la OTAN.
Desde febrero de 2008, Albania participa oficialmente en la operación de la OTAN Active Endeavor en el Mediterráneo y recibió la invitación de ingreso en la OTNA el 4 de abril de 2009.
Nota Las Fuerzas Armadas de Albania no tienen unidades de reserva, aunque mantiene una lista de personal de reserva de hasta 10.000 efectivos que pueden ser llamados se fuera requerido para aumentar o completar unidades activas.

## Mantenimiento de la paz
| País            | Misión actual | Organización    | Nr. de personal |
| --------------- | ------------- | --------------- | --------------- |
| Afganistán      | ISAF          | OTAN            |                 |
| Chad            | UNMCARC       | Naciones Unidas |                 |
| Costa de Marfil | UNOCI         | Naciones Unidas |                 |
| Liberia         | UNMIL         | Naciones Unidas |                 |

## Equipos y Armas de FAA

### Pistolas
- Tokarev TT-33
- Heckler & Koch USP
- Beretta 92
- Makarov PM

### Subfusil
- Heckler & Koch UMP
- Heckler & Koch MP5
- Heckler & Koch MP7

### Fusil
- Heckler & Koch G36
- Heckler & Koch HK416
- Heckler & Koch HK417
- Dragunov SVD
- Beretta ARX 160
- ASH-82
- Tipo 56
- AK-47
- AKM

### Ametralladoras
- RPD
- ASH-78 Tip-3
- RP-46
- KPV
- DShK

## 
- Tipo 69
- HJ-8

- HN-5
- Tipo 59 57 mm
- M1939 (61-K) 37 mm
- ZPU-4

- Tipo 63 MRL
- Tipo 59-1 130mm
- M-43 160mm
- M-20 120mm
- M-37 82mm

## Vehículos de la FAA
- Fiat 6605 TM69
- ZIL-131
- Humvee
- Land Rover Defender
- ARO 24

## 
- BMP-1
- BTR-50
- Tipo 77
- M113
- Iveco VM 90
- International Maxxpro MRAP
- Nexter Aravis MRAP

## Navíos de la FAA
La Fuerza Naval Albanesa (Armatimi i Forcave Detare të Shqipërisë, AFDSH) está dotada con los medios navales siguiente:
- Buque de Patrulla Costera Clase Damen Stan Type 4207-4
- Patrullera Costera Clase (PB MK.III) Seaspectre Mk III-3
- Patrullera Costera Clase PCC-2
- Patrullera Costera Tipo 227 Super Speranza-4
- Patrullera Costera de alta velocidad Clase SAFE Boats Archangel-5
- Patrullera Costera Tipo 51 Keith Nelson-7
- Caza Minas Costero Clase T43-1
- Patrullera Costera Clase Shanghai (Tipo 062)-2
- Patrullera Antisubmarina Clase Kronshtadt (Proyecto 122bis)-1

## Aeronaves de la FAA
La Fuerza Aérea Albanesa (Forcat Ajrore Shqiptare, FASH) cuenta con los medios aéreos siguientes:
- Eurocopter AS 532 AL(5)
- MBB Bo 105E-4(6)
- Agusta-Bell AB205A-1(3)
- Agusta-Bell AB206C-1(7)
- AgustaWestland AW109C(1)